# Associazione Calcio Verona 1932-1933
Questa pagina raccoglie i dati riguardanti il Football Club Hellas Verona nelle competizioni ufficiali della stagione 1932-1933.

## Stagione
La stagione 1932-1933 rappresenta per il Verona la seconda stagione nella seconda serie nazionale.

## Rosa
| N. |                   | Ruolo | Calciatore           |
| -- | ----------------- | ----- | -------------------- |
|    | Italia (bandiera) | P     | Umberto Manzini      |
|    | Italia (bandiera) | P     | Aldo Olivieri        |
|    | Italia (bandiera) | P     | Luigi Zanoni         |
|    | Italia (bandiera) | C     | Luigi Bernardi       |
|    | Italia (bandiera) | D     | Giuseppe Bampa       |
|    | Italia (bandiera) | D     | Aristide Bergamaschi |
|    | Italia (bandiera) | D     | Pio Goretta          |
|    | Italia (bandiera) | D     | Malesani             |
|    | Italia (bandiera) | D     | Antonio Longo        |
|    | Italia (bandiera) | D     | Nereo Marini         |
|    | Italia (bandiera) | C     | Esterino Avanzi      |
|    | Italia (bandiera) | C     | Enzo Artioli         |
|    | Italia (bandiera) | C     | Giuseppe Breoni      |

| N. |                   | Ruolo | Calciatore          |
| -- | ----------------- | ----- | ------------------- |
|    | Italia (bandiera) | C     | Angelo Faggiotto    |
|    | Italia (bandiera) | C     | Umberto Luigi Festi |
|    | Italia (bandiera) | C     | Augusto Masetto     |
|    | Italia (bandiera) | C     | Bruno Panonzini     |
|    | Italia (bandiera) | C     | Luigi Procura       |
|    | Italia (bandiera) | C     | Italo Raguzzi       |
|    | Italia (bandiera) | A     | Pietro Andreoli     |
|    | Italia (bandiera) | A     | Bruno Biagini       |
|    | Italia (bandiera) | A     | Giovanni Cipriani   |
|    | Italia (bandiera) | A     | Giovanni Pachera    |
|    | Italia (bandiera) | A     | Pietro Righetti     |
|    | Italia (bandiera) | A     | Luigi Tommasi       |

## Statistiche

### Statistiche di squadra
| Competizione | Punti | In casa | In casa | In casa | In casa | In casa | In casa | In trasferta | In trasferta | In trasferta | In trasferta | In trasferta | In trasferta | Totale | Totale | Totale | Totale | Totale | Totale | DR |
| Competizione | Punti | G       | V       | N       | P       | Gf      | Gs      | G            | V            | N            | P            | Gf           | Gs           | G      | V      | N      | P      | Gf     | Gs     | DR |
| ------------ | ----- | ------- | ------- | ------- | ------- | ------- | ------- | ------------ | ------------ | ------------ | ------------ | ------------ | ------------ | ------ | ------ | ------ | ------ | ------ | ------ | -- |
| Serie B      | 34    | 16      | 9       | 4       | 3       | 29      | 16      | 16           | 3            | 6            | 7            | 18           | 29           | 32     | 12     | 10     | 10     | 47     | 45     | +2 |

### Statistiche dei giocatori
| Giocatore      | Serie B  | Serie B |
| Giocatore      | Presenze | Reti    |
| -------------- | -------- | ------- |
| P. Andreoli    | 32       | 13      |
| E. Artioli     | 6        | 1       |
| E. Avanzi      | 17       | 4       |
| G. Bampa       | 3        | 0       |
| A. Bergamaschi | 1        | 0       |
| L. Bernardi    | 31       | 0       |
| B. Biagini     | 30       | 7       |
| G. Breoni      | 2        | 1       |
| G. Cipriani    | 2        | 0       |
| A. Faggiotto   | 28       | 2       |
| U. Festi       | 1        | 0       |
| P. Goretta     | 30       | 0       |
| Malesani       | 2        | 0       |
| U. Manzini     | 1        | -2      |
| N. Marini      | 29       | 3       |
| A. Masetto     | 4        | 0       |
| A. Olivieri    | 30       | -43     |
| G. Pachera     | 11       | 2       |
| B. Panonzini   | 14       | 0       |
| L. Procura     | 22       | 0       |
| I. Raguzzi     | 19       | 3       |
| P. Righetti    | 19       | 7       |
| L. Tommasi     | 17       | 3       |
| L. Zanon       | 1        | 0       |